# SOLAR Records
A SOLAR (acrônimo para Sound of Los Angeles Records)  foi uma gravadora americana fundada em 1977 por Dick Griffey, reconstituída à partir da Soul Train Records apenas dois anos depois de ser formada pelo apresentador e criador do programa de TV Soul Train, Don Cornelius.

## História
A SOLAR começou em 1975 como Soul Train Records, fundada por Dick Griffey e o criador do Soul Train, Don Cornelius. O primeiro grupo contratado com foi um quarteto vocal de R&B que foi chamado de The Soul Train Gang (Gerald Brown, Terry Brown, Judy Jones, Patricia Williamson e mais tarde Denise Smith), que cantavam um dos muitos temas do Soul Train, "Soul Train '75". Seu primeiro álbum foi chamado Don Cornelius Presents The Soul Train Gang. Em 1976, seu segundo álbum, The Soul Train Gang, produzido por Norman Harris, foi lançado. A Gang se desfez em 1977.
Griffey formou uma banda chamada Shalamar, usando cantores de estúdio para gravar a faixa "Uptown Festival", um medley de sucessos da disco no início da Motown. Após conseguir sucesso com a gravação, ele procurou por Cornelius para que lhe ajudasse a formar um grupo de verdade para manter o impacto. Em 1977, os dançarinos do Soul Train Jody Watley e Jeffrey Daniel e o ex-membro da Soul Train Gang, Gerald Brown (que foi substituído por Howard Hewett) foi recrutado para formar o novo Shalamar, que se tornaria a peça central da gravadora. Cornelius decidiu fechar a gravadora, querendo focar suas energias no seu programa de TV — que era um sucesso monstruoso e requeria sua total atenção. Agora com a parte legal já cuidada, Griffey reorganizou a Soul Train Records, formando a SOLAR no fim de 1977. Griffey e Cornelius permaneceram bons amigos, e como resultado a SOLAR manteve laços próximos com o programa Soul Train.

## Artistas
- Absolute
- Babyface
- Calloway
- Collage
- The Deele
- Dynasty
- Klymaxx
- Lakeside
- Carrie Lucas
- Midnight Star
- Shalamar
- The Soul Train Gang
- The Sylvers
- The Whispers

## Produtores residentes
- Leon Sylvers III (1978-1983)
- Reggie Calloway  (1983-1986)
- L.A. Reid & Babyface (1986-1989)

## Ligações Externas
- Official MySpace Web Site
- Discografia da SOLAR Records no Discogs.com